# فثاليميد
فثاليميد هو مركب عضوي قاعدي صيغته البنائية C6H4(CO)2NH. هذا المركب الإيميدي مشتق من أنهيدريد الفثاليك، وهو مادة صلبة بيضاء تذوب في الماء ببطء وتزداد سرعة ذوبانها في الماء عند إضافة قاعدة. يُستخدم كمركب طليعي لمركبات عضوية أُخرى.

## التحضير
يمكن تحضير الفثاليميد بتسخين أنهيدريد الفثاليك مع الأمونيا الكحولية بإعطاء من 95-97٪ نواتج. كما يمكن تحضيره عن طريق معالجة أنهيدريد بكربونات الأمونيوم أو اليوريا.
C8H4O3 + NH3 = C8H5NO2 + H2O

## الاستخدامات
يستعمل هذا المركب كمركب طليعي لحمض الأنثرانيليك، المركب الطبيعي للخضاب صباغ آزوي والمركب سكارين.

## تواجده في الطبيعة
تعد الكلادونت (Kladnoite) نظيرًا معدنيًا طبيعيًا للفثاليميد. نادرًا ما يُعثر على هذا المركب في عددٍ قليل من مواقع حرق الفحم.

## الأمان
يمتلك الفثاليميد سميةً منخفضةً مع جرعة مميتة وسطية (LD50) أكثر من 5,000 ملغ/كغ.